# Euphorbia arenarioides
Euphorbia arenarioides är en törelväxtart som beskrevs av François Gagnepain. Euphorbia arenarioides ingår i släktet törlar, och familjen törelväxter.
Artens utbredningsområde är Laos. Inga underarter finns listade i Catalogue of Life.